# جون غوثري (روائي)
جون غوثري (بالإنجليزية: John Guthrie)‏ (1905 - 1955)؛ صحفي وروائي نيوزيلندي. درس في جامعة كانتربري.